# 2018年アジア競技大会のバドミントン競技
2018年アジア競技大会のバドミントン競技（2018ねんアジアきょうぎたいかいのバドミントンきょうぎ）は、2018年8月19日から8月28日までインドネシアのジャカルタで開催された2018年アジア競技大会のバドミントン競技。

## 日程
| R64 | Round of 64 | R32 | Round of 32 | R16 | Round of 16 | ¼ | 準々決勝 | ½ | 準決勝 | F | 決勝 |

| Events         | 日 19 | 月 20 | 月 20 | 火 21 | 水 22 | 木 23 | 金 24 | 土 25 | 日 26 | 月 27 | 月 27 | 火 28 |
| -------------- | ----- | ----- | ----- | ----- | ----- | ----- | ----- | ----- | ----- | ----- | ----- | ----- |
| 男子シングルス |       |       |       |       |       | R64   | R32   | R16   | ¼     | ½     | ½     | F     |
| 男子ダブルス   |       |       |       |       |       | R32   |       | R16   | ¼     | ½     | ½     | F     |
| 男子団体       | R16   | ¼     | ¼     | ½     | F     |       |       |       |       |       |       |       |
| 女子シングルス |       |       |       |       |       | R32   |       | R16   | ¼     | ½     | ½     | F     |
| 女子ダブルス   |       |       |       |       |       | R32   | R16   | ¼     | ½     | F     | F     |       |
| 女子団体       | R16   | ¼     | ¼     | ½     | F     |       |       |       |       |       |       |       |
| 混合ダブルス   |       |       |       |       |       | R32   | R16   | ¼     | ½     | F     | F     |       |

## 参加国・地域
20ヶ国から計231選手が参加した
| - アフガニスタン (1) - 中国 (20) - チャイニーズタイペイ (20) - 香港 (20) - インド (20) - インドネシア (20) - イラン (2) - 日本 (20) - マカオ (4) - マレーシア (15) | - モルディブ (10) - モンゴル (7) - ネパール (8) - パキスタン (8) - サウジアラビア (2) - 韓国 (20) - スリランカ (6) - タイ (20) - ウズベキスタン (1) - ベトナム (6) |

## 結果

### 国・地域別メダル獲得数
| 順   | 国・地域                   | 金 | 銀 | 銅 | 計 |
| ---- | -------------------------- | -- | -- | -- | -- |
| 1    | 中国 (CHN)                 | 3  | 1  | 2  | 6  |
| 2    | インドネシア (INA)         | 2  | 2  | 4  | 8  |
| 3    | 日本 (JPN)                 | 1  | 1  | 4  | 6  |
| 4    | チャイニーズタイペイ (TPE) | 1  | 1  | 2  | 4  |
| 5    | インド (IND)               | 0  | 1  | 1  | 2  |
| 6    | 香港 (HKG)                 | 0  | 1  | 0  | 1  |
| 7    | タイ (THA)                 | 0  | 0  | 1  | 1  |
| 合計 | 合計                       | 7  | 7  | 14 | 28 |

### メダリスト
| 男子シングルス 詳細 | ジョナタン・クリスティー · インドネシア (INA)                                                                          | 周天成 · チャイニーズタイペイ (TPE) | アンソニー・シニスカ・ギンティン · インドネシア (INA) |  |  |  |
| 男子シングルス 詳細 | ジョナタン・クリスティー · インドネシア (INA)                                                                          | 周天成 · チャイニーズタイペイ (TPE) | 西本拳太 · 日本 (JPN) |  |  |  |
| 男子ダブルス 詳細   | インドネシア (INA) · マルクス・フェルナルディ・ギデオン · ケビン・サンジャヤ・スカムルジョ                             | インドネシア (INA) · ファジャル・アルフィアン · ムハマド・リアン・アルディアント | 中華人民共和国 (CHN) · 李俊慧 · 劉雨辰 |  |  |  |
| 男子ダブルス 詳細   | インドネシア (INA) · マルクス・フェルナルディ・ギデオン · ケビン・サンジャヤ・スカムルジョ                             | インドネシア (INA) · ファジャル・アルフィアン · ムハマド・リアン・アルディアント | チャイニーズタイペイ (TPE) · 李哲輝 · 李洋 |  |  |  |
| 男子団体 詳細       | 中華人民共和国 (CHN) · 諶龍 · 李俊慧 · 林丹 · 劉成 · 劉雨辰 · 喬斌 · 石宇奇 · 王懿律 · 張楠 · 鄭思維                   | インドネシア (INA) · Tontowi Ahmad · モハマド・アッサン · ファジャル・アルフィアン · ムハマド・リアン・アルディアント · ジョナタン・クリスティー · マルクス・フェルナルディ・ギデオン · アンソニー・シニスカ・ギンティン · Ihsan Maulana Mustofa · ケビン・サンジャヤ・スカムルジョ · Ricky Karanda Suwardi | 日本 (JPN) · 保木卓朗 · 井上拓斗 · 嘉村健士 · 金子祐樹 · 桃田賢斗 · 西本拳太 · 坂井一将 · 園田啓悟 · 常山幹太 · 渡辺勇大 |  |  |  |
| 男子団体 詳細       | 中華人民共和国 (CHN) · 諶龍 · 李俊慧 · 林丹 · 劉成 · 劉雨辰 · 喬斌 · 石宇奇 · 王懿律 · 張楠 · 鄭思維                   | インドネシア (INA) · Tontowi Ahmad · モハマド・アッサン · ファジャル・アルフィアン · ムハマド・リアン・アルディアント · ジョナタン・クリスティー · マルクス・フェルナルディ・ギデオン · アンソニー・シニスカ・ギンティン · Ihsan Maulana Mustofa · ケビン・サンジャヤ・スカムルジョ · Ricky Karanda Suwardi | チャイニーズタイペイ (TPE) · 陳宏麟 · 周天成 · 許仁豪 · 李哲輝 · 李洋 · 盧敬堯 · 王齊麟 · 王子維 · 楊智傑 · 楊博涵 |  |  |  |
|                     | | | |  |  |  |
| 女子シングルス 詳細 | 戴資穎 · チャイニーズタイペイ (TPE)                                                                                    | P.V.シンドゥ · インド (IND) | サイナ・ネワール · インド (IND) |  |  |  |
| 女子シングルス 詳細 | 戴資穎 · チャイニーズタイペイ (TPE)                                                                                    | P.V.シンドゥ · インド (IND) | 山口茜 · 日本 (JPN) |  |  |  |
| 女子ダブルス 詳細   | 中華人民共和国 (CHN) · 陳清晨 · 賈一凡                                                                                 | 日本 (JPN) · 松友美佐紀 · 高橋礼華 | インドネシア (INA) · グレイシア・ポリー · アプリヤニ・ラハユ |  |  |  |
| 女子ダブルス 詳細   | 中華人民共和国 (CHN) · 陳清晨 · 賈一凡                                                                                 | 日本 (JPN) · 松友美佐紀 · 高橋礼華 | 日本 (JPN) · 福島由紀 · 廣田彩花 |  |  |  |
| 女子団体 詳細       | 日本 (JPN) · 福島由紀 · 東野有紗 · 廣田彩花 · 松友美佐紀 · 大堀彩 · 奥原希望 · 佐藤冴香 · 高橋礼華 · 山口茜 · 米元小春 | 中華人民共和国 (CHN) · 蔡炎炎 · 陳清晨 · 陳雨菲 · 高昉潔 · 何冰嬌 · 黄東萍 · 黄雅瓊 · 賈一凡 · 湯金華 · 鄭雨 | インドネシア (INA) · フィトリアニ · デラ・デスティアラ・ハリス · ルセリ・ハルタワン · マハデウィ・イスティラニ・ニ・ケトゥット · リリヤナ・ナトシール · グレイシア・ポリー · リズキ・アメリア・プラディプタ · アプリヤニ・ラハユ · デビー・スサント · グレゴリア・マリスカ・トゥンジュン |  |  |  |
| 女子団体 詳細       | 日本 (JPN) · 福島由紀 · 東野有紗 · 廣田彩花 · 松友美佐紀 · 大堀彩 · 奥原希望 · 佐藤冴香 · 高橋礼華 · 山口茜 · 米元小春 | 中華人民共和国 (CHN) · 蔡炎炎 · 陳清晨 · 陳雨菲 · 高昉潔 · 何冰嬌 · 黄東萍 · 黄雅瓊 · 賈一凡 · 湯金華 · 鄭雨 | タイ (THA) · Chayanit Chaladchalam · ポルンパウィ・チョチュウォン · ラチャノック・インタノン · Nitchaon Jindapol · ジョンコルファン・キティタラクル · Phataimas Muenwong · Busanan Ongbamrungphan · ラウィンダ・プラジョンジャイ · Puttita Supajirakul · サプシリー・タエラッタナチャイ  |  |  |  |
|                     | | | |  |  |  |
| 混合ダブルス 詳細   | 中華人民共和国 (CHN) · 鄭思維 · 黄雅瓊                                                                                 | 香港 (HKG) · 鄧俊文 · 謝影雪 | 中華人民共和国 (CHN) · 王懿律 · 黄東萍 |  |  |  |
| 混合ダブルス 詳細   | 中華人民共和国 (CHN) · 鄭思維 · 黄雅瓊                                                                                 | 香港 (HKG) · 鄧俊文 · 謝影雪 | インドネシア (INA) · タトウィ・アーマド · リリヤナ・ナトシール |  |  |  |